# آنیلو کوتولو
آنیلو کوتولو (انگلیسی: Aniello Cutolo؛ زادهٔ ۱۹ مهٔ ۱۹۸۳) بازیکن فوتبال اهل ایتالیا است.
از باشگاه‌هایی که در آن بازی کرده‌است می‌توان به باشگاه فوتبال هلاس ورونا، باشگاه فوتبال پروجا، باشگاه فوتبال لودیجیانی کالچو، باشگاه فوتبال ویرتوس انتلا، باشگاه فوتبال پادوا، باشگاه فوتبال کروتونه، باشگاه فوتبال دلفینو پسکارا، باشگاه فوتبال بنونتو، باشگاه فوتبال لیورنو، باشگاه فوتبال ناپولی، و باشگاه فوتبال اتلتیکو آرتزو اشاره کرد.